# 馮景祥 (球員)
馮景祥（英語：Fung King Cheung，1907年12月19日—?），已故香港足球運動員，活躍於1920至1940年代，司職輔鋒，有「神腿」的稱號。

## 球員生涯
馮景祥籍貫廣東恩平。1924年，17歲的馮景祥加入南華會。1929年，到廣州中山大學就讀。1930年，馮景祥隨南華訪問廣州，獲邀請加入廣州市警察局，於交通部執勤，周末回港為南華出賽。1940年，轉投新軍星島。太平洋戰爭期間滯居澳門，後再轉到內地。他戰後曾一度加入東方，後再回歸星島。馮景祥1949年於南華退役後，仍然活躍香港球壇，曾於不同球會擔任領隊和教練工作，其中包括星島。

## 國際賽生涯
1928年，代表香港隊，出戰對新加坡的埠際賽，又多次參加港滬埠際賽。1934年，馮景祥首度入選中國隊，赴馬尼拉參加遠東運動會。1936年，曹桂成為中國隊遠赴德國柏林，首度出戰奧運會足球賽。1948年，事隔12年再赴倫敦出戰奧運會足球賽，並擔任隊長。

## 家庭
馮景祥育有六子一女，其中四名兒子馮紀魂、馮紀良、馮紀光和馮紀棠均成為甲組聯賽足球員，他的孫兒馮家業曾入選香港青年軍，又短暫效力過東方。

## 外部連結
- Olympedia -Feng Jingxiang